# 梅克·那农吉德
梅克·那农吉德（1997年7月10日—），泰國男子羽毛球運動員。

## 簡歷
2014年4月，梅克·那农吉德參加馬來西亞亞羅士打舉行的世界青年羽毛球錦標賽，助泰國隊拿得混合團體季軍。同年8月，他代表泰國參加中國南京舉行的夏季青年奧林匹克運動會羽毛球比賽。

## 主要比賽成績
只列出曾進入準決賽的國際賽事成績：
| 年份   | 賽事                         | 公開賽級別 | 項目     | 搭檔              | 成績   |
| ------ | ---------------------------- | ---------- | -------- | ----------------- | ------ |
| 2014年 | 世界青年羽毛球錦標賽         | 其他       | 混合團體 | －                | 季軍   |
| 2014年 | 青年奧林匹克運動會羽毛球比賽 | 其他       | 混合雙打 | 秦金晶            | 第四名 |
| 2017年 | 寮國羽毛球國際系列賽         | 國際系列賽 | 男子單打 | －                | 亞軍   |
| 2018年 | 世界大学生羽毛球锦标赛       | 其他       | 混合團體 | －                | 冠軍   |
| 2019年 | 老撾羽毛球國際系列賽         | 國際系列賽 | 混合雙打 | 关差诺·素哉帕巴叻 | 亞軍   |

| 2007-2017年 | 首要超級賽 | 超級賽 | 黃金大獎賽 | 大獎賽 | 國際挑戰賽 | 國際系列賽 | 未來系列賽 | 其他 |

| 2018-2026年 | 總決賽 | 超級1000賽 | 超級750賽 | 超級500賽 | 超級300賽 | 超級100賽 | 國際挑戰賽 | 國際系列賽 | 未來系列賽 | 其他 |